# Església vella de Sant Salvador de Gerb
L'Església vella de Sant Salvador de Gerb és l'antiga església parroquial de Gerb, al municipi d'Os de Balaguer (Noguera), inclosa en l'Inventari del Patrimoni Arquitectònic de Catalunya.

## Descripció
L'antiga església parroquial de Gerb, juntament amb el castell de Gerb, estava situada al lloc anomenat Gerb Vell, al cim del turó que domina l'actual població. Aquesta església parroquial apareix a la documentació escrita a finals del segle xi com a església del castell amb advocació a Sant Salvador i cedida en alou a Santa Maria de Solsona. La denominació alternativa de Santa Maria i Sant Antoni de Gerb es deu al fet que aquesta església acollí fins a inicis del segle XX el retaule gòtic de la Mare de Déu i Sant Antoni, del segle xiv, actualment exposada al MNAC.
Segons una descripció del segle xix, extreta del llibre de consuetuds de Gerb, l'església de Sant Salvador era d'una sola nau, orientada d'est a oest amb el presbiteri a llevant i la porta principal a ponent. El retaule gòtic omplia la paret del fons d'una capella lateral que s'obria al costat de l'Evangeli, a prop del presbiteri. En els murs de l'església hi havia quatre imatges sepulcrals, dues d'home i dues de dona, amb els braços estirats i encreuats a l'alçada del ventre.
El poble i l'església foren enderrocats a principis del segle XX quan es va decidir reconstruir el poble en un lloc més accessible. Actualment, del poble vell en queden diverses restes constructives en pedra i maçoneria de morter de calç escampades pel cim del turó. És impossible distingir les runes de l'església entre la resta, per la precarietat de les mateixes i perquè l'indret està cobert per la vegetació. Els únics edificis observables al cim del turó són, d'una banda, un amb planta rectangular, de 14 per 10 m, en el vessant oest del turó, a uns 30 m a ponent de les restes del castell, orientat de nord a sud, amb els angles reforçats amb aparell de carreus irregulars, i murs de maçoneria i un mur mitger que divideix longitudinalment l'espai interior. Unes altres restes documentades consisteixen en un mur de maçoneria amb una porta que afronta a llevant. No obstant això, aquests edificis no coincideixen amb la descripció de l'església abans ressenyada. Per destriar amb seguretat les restes que corresponen a l'església caldria un desbrossament de la vegetació i una prospecció arqueològica.

## Notícies històriques
L'església de Sant Salvador de Gerb apareix a la documentació escrita per primera vegada l'any 1082, en una escriptura de donació de béns en la qual el comte Ermengol IV d'Urgell cedia a Mir Arnau una sèrie de béns immobles dins del terme del castell de Gerb; segons aquest document, entre els béns cedits figurava la “torre roja”, la qual afrontava per una banda “...in alodio Sancti Salvatoris”. El comte d'Urgell Ermengol IV havia fet bastir el castell de Gerb com a base de la futura conquesta de Balaguer i el 1102 el bisbe Ot de la Seu d'Urgell consagrà l'església de Sant Salvador. A mitjan segle xii, el 1151, una butlla del papa Eugeni III declarava l'església de Gerb pertanyent a Santa Maria de Solsona, domini sota el qual estigué fins al segle xiii. A finals d'aquest segle, el 1279, i a finals del XIV, el 1391, surt esmentada en les relacions de la dècima recaptada a la diòcesi d'Urgell.
A finals del segle xix els gerbolins decidiren abandonar i enderrocar el nucli històric de Gerb i construir noves cases a la zona baixa del poble. Entre el 1900 i el 1910 es bastiren les noves cases del poble. El 1907 es consagrà la nova església amb la mateixa advocació a Sant Salvador i una capella dedicada a Sant Antoni i la Mare de Déu. Prèviament s'havia enderrocat l'església feta bastir per Ermengol IV. Duran i Sanpere dona notícia que, per sufragar la construcció de la nova església de 1907, es vengué el retaule gòtic del segle xiv que, després de passar per les mans de l'antiquari Salvador Babra de Barcelona, ingressà el 1931 al Museu de la Ciutadella, antecedent de l'actual MNAC.